# August Coppola
August Floyd Coppola (Hartford, 16 de febrero de 1934 – Los Ángeles, 27 de octubre de 2009) fue un docente académico, escritor y ejecutivo cinematográfico estadounidense. Era hermano del director Francis Ford Coppola y la actriz Talia Shire y padre del actor Nicolas Cage, del discjockey Marc Coppola y del director Christopher Coppola.

## Biografía
August Coppola era hijo del compositor y flautista Carmine Coppola (1910–1991) y de Italia Pennino Coppola (1912–2004). Sus hermanos eran el director Francis Ford Coppola y la actriz Talia Shire y su tío era el compositor Anton Coppola. August recibió su licenciatura en UCLA y su título de posgrado en Universidad de Hofstra, donde su tesis Ernest Hemingway: The Problem of In Our Time  se publicó en 1956. Coppola obtuvo su doctorado en Occidental College en 1960.
Dio clases de literatura comparada en Cal State Long Beach en la década de los 60 y 70s y se desempeñó como administrador del sistema Universidad Estatal de California antes de mudarse a San Francisco en 1984. Fue decano de Artes creativas en la Universidad Estatal de San Francisco. En este cargo, Coppola se ganó la reputación de ser un defensor de las artes en el campus y en la comunidad, y de promover la diversidad dentro del alumnado de la escuela de artes.
Coppola también trabajó en el cine, como muchos otros miembros de la familia. Fue ejecutivo en la productora de su hermano American Zoetrope, donde participó en la reposición de la película muda de 1927 de Abel Gance
Napoleón.  Fue fundador y presidente de la Comisión de Artes videográficas de San Francisco, y estuvo en el jurado del Festival Internacional de Cine de Berlín de 1986. Además, Coppola se desempeñó como presidente y director ejecutivo de Education First!, una organización que busca el apoyo de los estudios de Hollywood para programas educativos.
Coppola también trabajó como gran defensor de la apreciación del arte entre los discapacitados visuales. Se le atribuye ser el creador del Tactile Dome, una característica del museo Exploratorium de San Francisco. La Cúpula es un laberinto sin luz que requiere que los visitantes lo atraviesen utilizando únicamente el sentido del tacto. En 1972, Coppola abrió el Taller AudioVision con su colega Gregory Frazier, que empleó el proceso de grabación mediante audiodescripción de la acción cinematográfica y teatral en beneficio de audiencias con discapacidad visual que inventó Frazier.
Coppola también fue autor de la novela romántica The Intimacy (1978).

## Vida privada
Coppola se casó con la bailarina Joy Vogelsang (1935–2021) en 1960; y con el que tuvieron tres hijos: Marc, Christopher y Nicolas. Además de sus sobrinos Sofia Coppola y el actor Jason Schwartzman.
Coppola y Vogelsang se divorciaron en 1976. Se casó con Marie Thenevin el 16 de abril de 1981. Ese matrimonio terminó en 1986. Su último matrimonio fue con Martine Chevallier, una actriz de la Comédie-Française de París.
El último hogar de Coppola fue Los Ángeles, donde murió de un ataque cardíaco el 27 de octubre de 2009, a los 75 años.